# Heckenast Gusztáv (nyomdász)

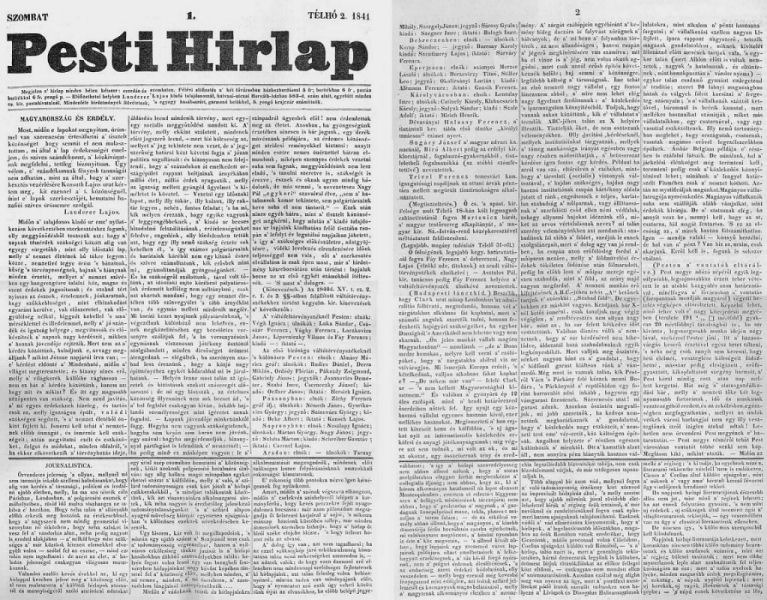
Kiadó-tulajdonos Heckenast Gusztáv. – Nyomtatja Landerer és Heckenast, egyetem-utcza 4. szám alatt Pesten.

Heckenast Gusztáv (Kassa, 1811. szeptember 2. – Pozsony, 1878. április 10.) nyomdász, könyvkereskedő, könyvkiadó.

## Életútja
Apja, Heckenast Mihály a kassai német evangélikusok lelkésze volt. Iskolai tanulmányait Eperjesen végezte, de a család rossz anyagi helyzete miatt tanulmányait félbe kellett szakítania. Ezután fűszer-kereskedelemmel foglalkozott. 1826-ban Pestre ment, és Otto Wigand könyvkereskedőnél helyezkedett el. 1832-ben, miután Wigand Lipcsébe költözött, az üzletet megvásárolta.
Váci utcai üzletét az 1838-as nagy pesti árvíz szinte teljesen elpusztította. Az újranyitást magyar írók segítették, a Budapesti árvízkönyv című kiadvány jövedelmével. Külföldi kollégái is elengedték a tartozásait. 1838-ban nyitotta meg kölcsönkönyvtárát 8000 kötettel. 1840-ben társult Landerer Lajos nyomdásszal (a cég nevét ezzel Landerer és Heckenastra változtatva), megindította Bibliographiai Értesítőt, az első havonta megjelenő, magyar nyelvű könyvvel foglalkozó folyóiratot. A lap 1842-ben megszűnt. 1841-ben megalapította a liberális demokraták lapját, a Pesti Hírlapot, amelybe 1844-ig Kossuth Lajos is írt.
Landerer és Heckenast uraknak minden mértéket meghaladó szennyes piszkosságát tovább tűrnöm lehetetlen. Dolgozom, mint a barom, kérkedés nélkül mondhatom, lelke, fenntartója vagyok a Pesti Hírlapnak… Sok ember mondotta már, hogy valósággal bolond vagyok az ő igavonó marhájuk lenni, s az örökös munkával, örökös bosszúsággal életemet, egészségemet érettük felemészteni…
1848. március 15-én a Landererrel közös kiadójuk nyomdájában nyomtatták ki a Nemzeti dalt és a Tizenkét pontot. Már előző este értesült arról, hogy mire készülnek Petőfiék. Heckenast nem ment aznap a nyomdába. Nem tudni biztosan, hogy politikai meggyőződés, vagy az üzletet féltő óvatosság húzódott mögötte. Landerernek 1849-ben bujdosnia kellett, és visszatérte után sem vehetett részt a cég irányításában, azt Heckenast egyedül vezette. Landerer 1854-ben meghalt, a nyomda Heckenast tulajdonába ment át. 
1846. augusztus 10-én vette feleségül sógorának, Wigand Ottónak a leányát, Ottília Karolinát (1828–1901). Válásuk után, 1853. április 11-én Pesten, a Deák téri evangélikus templomban kötött házasságot Lövészy Teréziával, aki 1856. február 14-én elhunyt. 1858. december 19-én házasságot kötött Bajza Lenke írónővel, Bajza József költő lányával, akitől egy leánya, Ilona, s az 1880-ban kelt engedéllyel nevét Heckenast–Bajza vezetéknévre változtató Aladár fia született. Válásuk után 1869-ben újra megnősült, negyedik felesége, sultzi Jurenák Stefánia (1841−1932) volt. 1870-ben tőle egy Mária nevű leánya született.

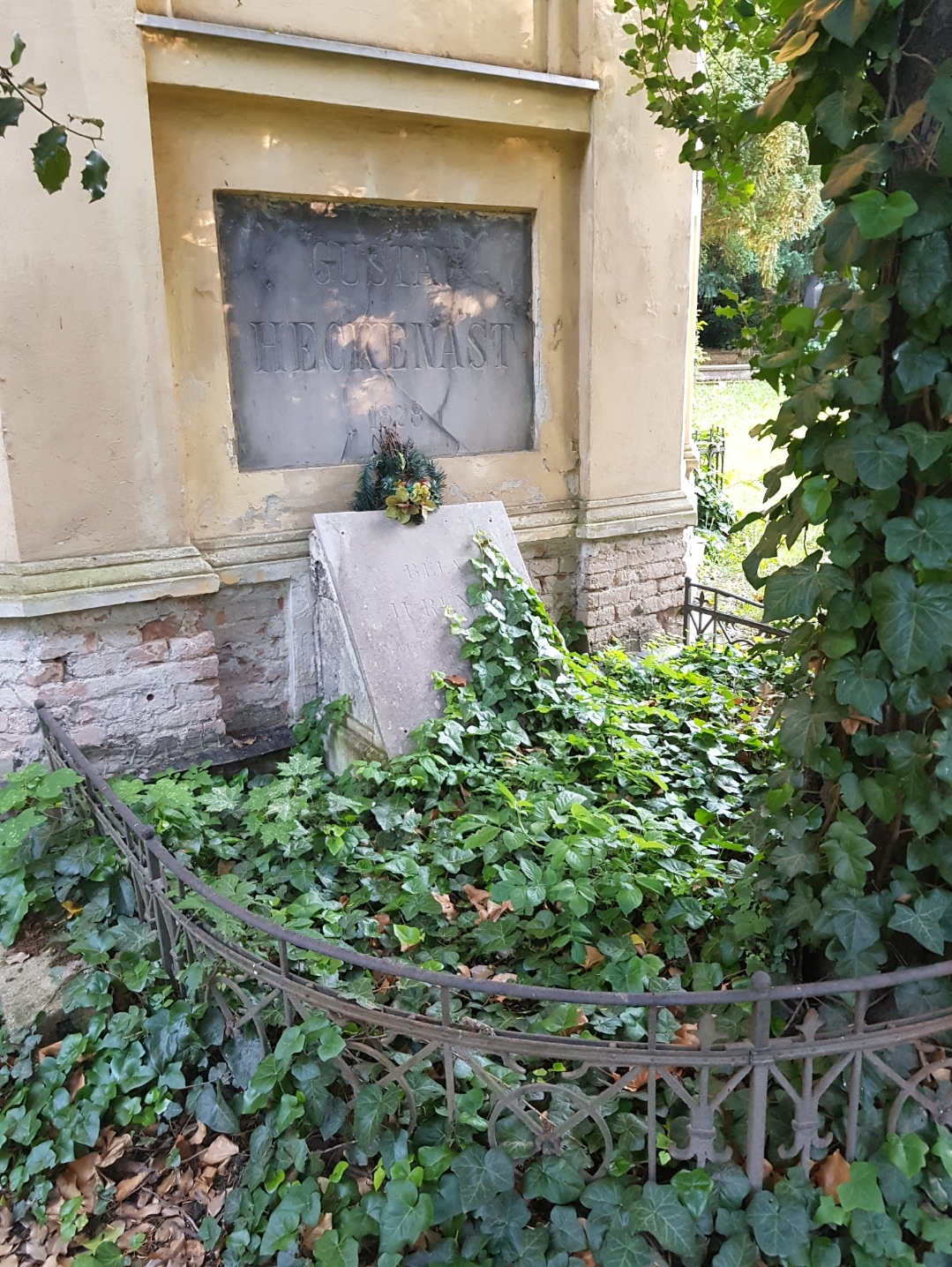
Heckenast Gusztáv sírja a pozsonyi evangélikus temetőben

Kiadványainak nagy része magyar írók, költők műve volt, az ő nyomdájában jelentek meg többek között Berzsenyi Dániel, Csokonai Vitéz Mihály, Kisfaludy Károly, Kossuth Lajos, Kölcsey Ferenc, Vajda János, Jókai Mór, Jósika Miklós írásai. Elsőként adott ki gyűjteményes sorozatot (Magyar Remekírók). Alapítója volt a Vasárnapi Ujságnak. 1873-ban eladta vállalatát, amelynek utódja Franklin Irodalmi és Nyomdai Rt. lett. Ezután Pozsonyban telepedett le, ahol haláláig élt.

## Rokonsága a Vörösmarty családdal
|                             |                             |                             |                             |                             |                             |  |  |                               |                               |                               |                               |                               |                               |                               |                               |                               |                               |                              |                              |                              |                              |                            |                            |                            |                            | Csajághy János (1780–1846) | Csajághy János (1780–1846) | Csajághy János (1780–1846) | Csajághy János (1780–1846) | Csajághy János (1780–1846)    | Csajághy János (1780–1846)    |                                 |                                 | Takó Zsuzsanna (1788–1859)      | Takó Zsuzsanna (1788–1859)      | Takó Zsuzsanna (1788–1859)      | Takó Zsuzsanna (1788–1859)      | Takó Zsuzsanna (1788–1859)         | Takó Zsuzsanna (1788–1859)         |                                    |                                    |                                    |                                    |                             |                             |                             |                             |                             |                             |                             |                             |                          |                          |                          |                          |                        |                        |                        |                        |  |  |                   |                   |                   |                   |                   |                   |  |  |  |  |
|                             |                             |                             |                             |                             |                             |  |  |                               |                               |                               |                               |                               |                               |                               |                               |                               |                               |                              |                              |                              |                              |                            |                            |                            |                            | Csajághy János (1780–1846) | Csajághy János (1780–1846) | Csajághy János (1780–1846) | Csajághy János (1780–1846) | Csajághy János (1780–1846)    | Csajághy János (1780–1846)    |                                 |                                 | Takó Zsuzsanna (1788–1859)      | Takó Zsuzsanna (1788–1859)      | Takó Zsuzsanna (1788–1859)      | Takó Zsuzsanna (1788–1859)      | Takó Zsuzsanna (1788–1859)         | Takó Zsuzsanna (1788–1859)         |                                    |                                    |                                    |                                    |                             |                             |                             |                             |                             |                             |                             |                             |                          |                          |                          |                          |                        |                        |                        |                        |  |  |                   |                   |                   |                   |                   |                   |  |  |  |  |
|                             |                             |                             |                             |                             |                             |  |  |                               |                               |                               |                               |                               |                               |                               |                               |                               |                               |                              |                              |                              |                              |                            |                            |                            |                            |                            |                            |                            |                            |                               |                               |                                 |                                 |                                 |                                 |                                 |                                 |                                    |                                    |                                    |                                    |                                    |                                    |                             |                             |                             |                             |                             |                             |                             |                             |                          |                          |                          |                          |                        |                        |                        |                        |  |  |                   |                   |                   |                   |                   |                   |  |  |  |  |
|                             |                             |                             |                             |                             |                             |  |  |                               |                               |                               |                               |                               |                               |                               |                               |                               |                               |                              |                              |                              |                              |                            |                            |                            |                            |                            |                            |                            |                            |                               |                               |                                 |                                 |                                 |                                 |                                 |                                 |                                    |                                    |                                    |                                    |                                    |                                    |                             |                             |                             |                             |                             |                             |                             |                             |                          |                          |                          |                          |                        |                        |                        |                        |  |  |                   |                   |                   |                   |                   |                   |  |  |  |  |
|                             |                             |                             |                             |                             |                             |  |  |                               |                               |                               |                               | Vörösmarty Mihály (1800–1855) | Vörösmarty Mihály (1800–1855) | Vörösmarty Mihály (1800–1855) | Vörösmarty Mihály (1800–1855) | Vörösmarty Mihály (1800–1855) | Vörösmarty Mihály (1800–1855) |                              |                              | Csajághy Laura (1825–1882)   | Csajághy Laura (1825–1882)   | Csajághy Laura (1825–1882) | Csajághy Laura (1825–1882) | Csajághy Laura (1825–1882) | Csajághy Laura (1825–1882) |                            |                            |                            |                            |                               |                               |                                 |                                 |                                 |                                 |                                 |                                 |                                    |                                    |                                    |                                    | Csajághy Júlia (1817–1887)         | Csajághy Júlia (1817–1887)         | Csajághy Júlia (1817–1887)  | Csajághy Júlia (1817–1887)  | Csajághy Júlia (1817–1887)  | Csajághy Júlia (1817–1887)  |                             |                             | Bajza József (1804–1858)    | Bajza József (1804–1858)    | Bajza József (1804–1858) | Bajza József (1804–1858) | Bajza József (1804–1858) | Bajza József (1804–1858) |                        |                        |                        |                        |  |  |                   |                   |                   |                   |                   |                   |  |  |  |  |
|                             |                             |                             |                             |                             |                             |  |  |                               |                               |                               |                               | Vörösmarty Mihály (1800–1855) | Vörösmarty Mihály (1800–1855) | Vörösmarty Mihály (1800–1855) | Vörösmarty Mihály (1800–1855) | Vörösmarty Mihály (1800–1855) | Vörösmarty Mihály (1800–1855) |                              |                              | Csajághy Laura (1825–1882)   | Csajághy Laura (1825–1882)   | Csajághy Laura (1825–1882) | Csajághy Laura (1825–1882) | Csajághy Laura (1825–1882) | Csajághy Laura (1825–1882) |                            |                            |                            |                            |                               |                               |                                 |                                 |                                 |                                 |                                 |                                 |                                    |                                    |                                    |                                    | Csajághy Júlia (1817–1887)         | Csajághy Júlia (1817–1887)         | Csajághy Júlia (1817–1887)  | Csajághy Júlia (1817–1887)  | Csajághy Júlia (1817–1887)  | Csajághy Júlia (1817–1887)  |                             |                             | Bajza József (1804–1858)    | Bajza József (1804–1858)    | Bajza József (1804–1858) | Bajza József (1804–1858) | Bajza József (1804–1858) | Bajza József (1804–1858) |                        |                        |                        |                        |  |  |                   |                   |                   |                   |                   |                   |  |  |  |  |
|                             |                             |                             |                             |                             |                             |  |  |                               |                               |                               |                               |                               |                               |                               |                               |                               |                               |                              |                              |                              |                              |                            |                            |                            |                            |                            |                            |                            |                            |                               |                               |                                 |                                 |                                 |                                 |                                 |                                 |                                    |                                    |                                    |                                    |                                    |                                    |                             |                             |                             |                             |                             |                             |                             |                             |                          |                          |                          |                          |                        |                        |                        |                        |  |  |                   |                   |                   |                   |                   |                   |  |  |  |  |
|                             |                             |                             |                             |                             |                             |  |  |                               |                               |                               |                               |                               |                               |                               |                               |                               |                               |                              |                              |                              |                              |                            |                            |                            |                            |                            |                            |                            |                            |                               |                               |                                 |                                 |                                 |                                 |                                 |                                 |                                    |                                    |                                    |                                    |                                    |                                    |                             |                             |                             |                             |                             |                             |                             |                             |                          |                          |                          |                          |                        |                        |                        |                        |  |  |                   |                   |                   |                   |                   |                   |  |  |  |  |
| Vörösmarty Béla (1844–1904) | Vörösmarty Béla (1844–1904) | Vörösmarty Béla (1844–1904) | Vörösmarty Béla (1844–1904) | Vörösmarty Béla (1844–1904) | Vörösmarty Béla (1844–1904) |  |  | Vörösmarty Mihály (1845–1848) | Vörösmarty Mihály (1845–1848) | Vörösmarty Mihály (1845–1848) | Vörösmarty Mihály (1845–1848) | Vörösmarty Mihály (1845–1848) | Vörösmarty Mihály (1845–1848) |                               |                               | Vörösmarty Ilona (1846–1910)  | Vörösmarty Ilona (1846–1910)  | Vörösmarty Ilona (1846–1910) | Vörösmarty Ilona (1846–1910) | Vörösmarty Ilona (1846–1910) | Vörösmarty Ilona (1846–1910) |                            |                            | Széll Kálmán (1843–1915)   | Széll Kálmán (1843–1915)   | Széll Kálmán (1843–1915)   | Széll Kálmán (1843–1915)   | Széll Kálmán (1843–1915)   | Széll Kálmán (1843–1915)   |                               |                               | Vörösmarty Erzsébet (1847–1879) | Vörösmarty Erzsébet (1847–1879) | Vörösmarty Erzsébet (1847–1879) | Vörösmarty Erzsébet (1847–1879) | Vörösmarty Erzsébet (1847–1879) | Vörösmarty Erzsébet (1847–1879) |                                    |                                    | Vörösmarty Irma (1848–1849)        | Vörösmarty Irma (1848–1849)        | Vörösmarty Irma (1848–1849)        | Vörösmarty Irma (1848–1849)        | Vörösmarty Irma (1848–1849) | Vörösmarty Irma (1848–1849) |                             |                             |                             |                             |                             |                             |                          |                          |                          |                          |                        |                        |                        |                        |  |  |                   |                   |                   |                   |                   |                   |  |  |  |  |
| Vörösmarty Béla (1844–1904) | Vörösmarty Béla (1844–1904) | Vörösmarty Béla (1844–1904) | Vörösmarty Béla (1844–1904) | Vörösmarty Béla (1844–1904) | Vörösmarty Béla (1844–1904) |  |  | Vörösmarty Mihály (1845–1848) | Vörösmarty Mihály (1845–1848) | Vörösmarty Mihály (1845–1848) | Vörösmarty Mihály (1845–1848) | Vörösmarty Mihály (1845–1848) | Vörösmarty Mihály (1845–1848) |                               |                               | Vörösmarty Ilona (1846–1910)  | Vörösmarty Ilona (1846–1910)  | Vörösmarty Ilona (1846–1910) | Vörösmarty Ilona (1846–1910) | Vörösmarty Ilona (1846–1910) | Vörösmarty Ilona (1846–1910) |                            |                            | Széll Kálmán (1843–1915)   | Széll Kálmán (1843–1915)   | Széll Kálmán (1843–1915)   | Széll Kálmán (1843–1915)   | Széll Kálmán (1843–1915)   | Széll Kálmán (1843–1915)   |                               |                               | Vörösmarty Erzsébet (1847–1879) | Vörösmarty Erzsébet (1847–1879) | Vörösmarty Erzsébet (1847–1879) | Vörösmarty Erzsébet (1847–1879) | Vörösmarty Erzsébet (1847–1879) | Vörösmarty Erzsébet (1847–1879) |                                    |                                    | Vörösmarty Irma (1848–1849)        | Vörösmarty Irma (1848–1849)        | Vörösmarty Irma (1848–1849)        | Vörösmarty Irma (1848–1849)        | Vörösmarty Irma (1848–1849) | Vörösmarty Irma (1848–1849) |                             |                             |                             |                             |                             |                             |                          |                          |                          |                          |                        |                        |                        |                        |  |  |                   |                   |                   |                   |                   |                   |  |  |  |  |
|                             |                             |                             |                             |                             |                             |  |  |                               |                               |                               |                               |                               |                               |                               |                               |                               |                               |                              |                              |                              |                              |                            |                            |                            |                            |                            |                            |                            |                            |                               |                               |                                 |                                 |                                 |                                 |                                 |                                 |                                    |                                    |                                    |                                    |                                    |                                    |                             |                             |                             |                             |                             |                             |                             |                             |                          |                          |                          |                          |                        |                        |                        |                        |  |  |                   |                   |                   |                   |                   |                   |  |  |  |  |
|                             |                             |                             |                             |                             |                             |  |  |                               |                               |                               |                               |                               |                               |                               |                               |                               |                               |                              |                              |                              |                              |                            |                            |                            |                            |                            |                            |                            |                            |                               |                               |                                 |                                 |                                 |                                 |                                 |                                 |                                    |                                    |                                    |                                    |                                    |                                    |                             |                             |                             |                             |                             |                             |                             |                             |                          |                          |                          |                          |                        |                        |                        |                        |  |  |                   |                   |                   |                   |                   |                   |  |  |  |  |
|                             |                             |                             |                             |                             |                             |  |  |                               |                               |                               |                               |                               |                               |                               |                               |                               |                               |                              |                              | Széll Ilona (1868–1945)      | Széll Ilona (1868–1945)      | Széll Ilona (1868–1945)    | Széll Ilona (1868–1945)    | Széll Ilona (1868–1945)    | Széll Ilona (1868–1945)    |                            |                            |                            |                            | Heckenast Gusztáv (1811–1878) | Heckenast Gusztáv (1811–1878) | Heckenast Gusztáv (1811–1878)   | Heckenast Gusztáv (1811–1878)   | Heckenast Gusztáv (1811–1878)   | Heckenast Gusztáv (1811–1878)   |                                 |                                 | Beniczkyné Bajza Lenke (1839–1905) | Beniczkyné Bajza Lenke (1839–1905) | Beniczkyné Bajza Lenke (1839–1905) | Beniczkyné Bajza Lenke (1839–1905) | Beniczkyné Bajza Lenke (1839–1905) | Beniczkyné Bajza Lenke (1839–1905) |                             |                             | Beniczky Ferenc (1833–1905) | Beniczky Ferenc (1833–1905) | Beniczky Ferenc (1833–1905) | Beniczky Ferenc (1833–1905) | Beniczky Ferenc (1833–1905) | Beniczky Ferenc (1833–1905) |                          |                          | Bajza Jenő (1840–1863)   | Bajza Jenő (1840–1863)   | Bajza Jenő (1840–1863) | Bajza Jenő (1840–1863) | Bajza Jenő (1840–1863) | Bajza Jenő (1840–1863) |  |  | Bajza Irén (1843) | Bajza Irén (1843) | Bajza Irén (1843) | Bajza Irén (1843) | Bajza Irén (1843) | Bajza Irén (1843) |  |  |  |  |
|                             |                             |                             |                             |                             |                             |  |  |                               |                               |                               |                               |                               |                               |                               |                               |                               |                               |                              |                              | Széll Ilona (1868–1945)      | Széll Ilona (1868–1945)      | Széll Ilona (1868–1945)    | Széll Ilona (1868–1945)    | Széll Ilona (1868–1945)    | Széll Ilona (1868–1945)    |                            |                            |                            |                            | Heckenast Gusztáv (1811–1878) | Heckenast Gusztáv (1811–1878) | Heckenast Gusztáv (1811–1878)   | Heckenast Gusztáv (1811–1878)   | Heckenast Gusztáv (1811–1878)   | Heckenast Gusztáv (1811–1878)   |                                 |                                 | Beniczkyné Bajza Lenke (1839–1905) | Beniczkyné Bajza Lenke (1839–1905) | Beniczkyné Bajza Lenke (1839–1905) | Beniczkyné Bajza Lenke (1839–1905) | Beniczkyné Bajza Lenke (1839–1905) | Beniczkyné Bajza Lenke (1839–1905) |                             |                             | Beniczky Ferenc (1833–1905) | Beniczky Ferenc (1833–1905) | Beniczky Ferenc (1833–1905) | Beniczky Ferenc (1833–1905) | Beniczky Ferenc (1833–1905) | Beniczky Ferenc (1833–1905) |                          |                          | Bajza Jenő (1840–1863)   | Bajza Jenő (1840–1863)   | Bajza Jenő (1840–1863) | Bajza Jenő (1840–1863) | Bajza Jenő (1840–1863) | Bajza Jenő (1840–1863) |  |  | Bajza Irén (1843) | Bajza Irén (1843) | Bajza Irén (1843) | Bajza Irén (1843) | Bajza Irén (1843) | Bajza Irén (1843) |  |  |  |  |